# Anemia de Fanconi
La anemia de Fanconi (AF) es una enfermedad hereditaria rara con una frecuencia de 1 por cada 350.000 nacimientos. Tiene un patrón de herencia autosómica recesiva. Esta enfermedad está asociada a mutaciones en alguno de los 15 genes FANC actualmente descritos. Estos genes codifican una serie de proteínas encargadas de la reparación del ADN. Como resultado, un 20% de los pacientes desarrollan cáncer, principalmente leucemia mieloide aguda, y un 90% desarrollan fallos a nivel de la médula ósea. Un 60-75% de los pacientes tienen defectos coénitos, generalmente retraso pondoestatural, anormalidades en la piel, brazos, cabeza, ojos, riñones y oídos, además de alteraciones del desarrollo. La esperanza de vida ronda los 30 años de edad.
Fue descrita por el pediatra suizo Guido Fanconi en 1927.

## Otros nombres
Pancitopenia congénita, anemia aplásica asociada a malformaciones congénitas, variante de Estren-Dameshek, pancitopenia de Fanconi, panmielopatía de Fanconi, anemia aplásica constitucional.

## Síntomas
Es una enfermedad hematológica que se desarrolla de forma gradual con una disminución de las tres series celulares sanguíneas (pancitopenia) eritrocitos (glóbulos rojos), leucocitos (blancos) y plaquetas, durante la infancia, es más frecuente en varones con una relación de 1,3:1. Se asocia con frecuencia a otras anomalías congénitas: anomalías del esqueleto, corazón y riñones, malformaciones del sistema nervioso central con retraso mental y pigmentación anormal de la piel. Los pacientes con AF presentan cierta disposición a desarrollar tumores, principalmente hematológicos.

## Tratamientos
El tratamiento preferente es el trasplante alogénico de progenitores hematopoyéticos o células madre hematopoyéticas de donante emparentado y HLA idéntico. Un trasplante alogénico es aquel que se realiza con células de un donante, familiar o no, cuyo tipo tisular es casi idéntico al del paciente. Para este tratamiento, si el donante no está emparentado con el paciente los resultados no son tan satisfactorios. 
Se ha observado que algunas células revierten la mutación somática, desarrollando ventaja proliferativa frente a las células defectivas (mosaicismo somático). Esto sugiere que la corrección genética de un determinado número de células madre hematopoyéticas permitirá corregir el defecto hematopoyético de estos pacientes, hipótesis que ha sido ya probada en modelos animales como los ratones.

### Terapia con andrógenos
Entre el 50 y el 75% de los pacientes con Anemia de Fanconi responden a un grupo de fármacos  conocidos como andrógenos. Los andrógenos son hormonas masculinas que con frecuencia estimulan la producción de uno o más tipos de células sanguíneas durante largos periodos de tiempo.
Los andrógenos son más efectivos para aumentar el número de glóbulos rojos. Con frecuencia aumentan también la producción de plaquetas. Sólo en algunos pacientes se produce también un incremento de los glóbulos blancos como consecuencia de la administración de andrógenos. Los andrógenos prolongan la vida de muchos pacientes con Anemia de Fanconi, pero una gran parte de los pacientes pueden dejar de responder a los mismos a partir de un determinado momento.
No se sabe exactamente qué andrógenos funcionan mejor y por qué no tienen éxito con todos los pacientes. Los andrógenos pueden ocasionar serios efectos secundarios, que con frecuencia disminuyen o desaparecen si la dosis se reduce de forma significativa. Pueden causar enfermedad del hígado y efectos de masculinización.

### Factores de crecimiento hematopoyético
En los últimos años los científicos han identificado y manufacturado sustancias conocidas como factores de crecimiento hematopoyéticos. Estos factores (que ya están presentes en el cuerpo normal) estimulan la producción de células del sistema sanguíneo.

### Trasplante de médula ósea
Un trasplante de médula ósea exitoso puede corregir los problemas relacionados con el sistema sanguíneo (anemia, neutropenia, trombocitopenia, mielodisplasia y leucemia), que son los más severos y los que aparecen a más corta edad en los pacientes. Los problemas relacionados con la predisposición de estos pacientes a sufrir tumores en otros sistemas del organismo no se solucionan directamente con el trasplante de médula.
Antes del trasplante, la médula ósea y el sistema inmune del paciente deben ser destruidos para permitir que la médula nueva y saludable crezca en el paciente. Para ello, el paciente recibe un tratamiento agresivo con agentes citotóxicos. Los tejidos de los pacientes con Anemia de Fanconi tienden a ser muy sensibles a la radiación y a los fármacos que se usan para el acondicionamiento de paciente ante el trasplante, por lo que en los pacientes diagnosticados de Anemia de Fanconi, estos tratamientos son menos agresivos a los utilizados para el trasplante de otros enfermos.
En los trasplantes hematológicos se producen dos posibles tipos de rechazo. Como en el resto de los trasplantes, el tejido trasplantado se puede rechazar cuando los linfocitos del paciente atacan las nuevas células de médula ósea trasplantadas, impidiendo su injerto en el paciente. Además, en esta modalidad de trasplante se produce lo que se conoce como Enfermedad del Injerto Contra el Huésped (EICH) que aparece cuando los linfocitos T trasplantados del donante reconocen las células del paciente como extrañas y las atacan. Si este ataque no es fuerte, se pueden producir síntomas tales como erupciones cutáneas. Si es fuerte, los síntomas incluyen fallo múltiple de órganos y posiblemente la muerte. Algunos centros de trasplante retiran las células T del inóculo antes del trasplante (un proceso llamado “depleción de células T”). Esto reduce bastante el riesgo de EICH, aunque aumenta las posibilidades de que el inóculo trasplantado no injerte en el enfermo.
Los centros de trasplante han comenzado recientemente a usar un nuevo fármaco, la fludarabina, para suprimir el sistema inmune del paciente. Los resultados recientes sugieren que este fármaco reduce considerablemente los riesgos de rechazo, aumentando con ello la supervivencia postrasplante.
El pronóstico para un trasplante es mejor para pacientes jóvenes, en buenas condiciones clínicas, que hayan tenido pocas transfusiones o ninguna. Asimismo, el trasplante a partir de un donante emparentado aumenta la posibilidad de un trasplante exitoso. Condiciones como la mielodisplasia o la leucemia requieren una preparación más agresiva para el trasplante, y disminuyen las posibilidades de éxito.

#### 1. Hermano donante compatible
Las posibilidades de que otro hijo de la familia sea histocompatible con un hermano son aproximadamente del 25%. Los expertos están de acuerdo en que el grado de histocompatibilidad de los hermanos debe saberse lo antes posible después de diagnosticar Anemia de Fanconi en uno de ellos. Las posibilidades de que otro hermano tenga anemia de Fanconi son también del 25%. Por ello es esencial realizar el diagnóstico de los hermanos para estar seguros de que no tienen anemia de Fanconi.
Muchos expertos en trasplante creen ahora que si el enfermo tiene un hermano histocompatible, se debería realizar el trasplante antes de iniciar terapia de andrógenos, y preferiblemente antes de que al paciente se le hayan practicado demasiadas transfusiones.

#### 2. Trasplantes de cordón umbilical
Recientes experimentos exitosos en Europa y Estados Unidos han demostrado que la sangre del cordón umbilical de un recién nacido puede ser una fuente eficaz de células para trasplantar a un hermano compatible que tiene AF. Existen pruebas para determinar si el nonato está afectado de AF y  si es compatible con el enfermo. La sangre del cordón puede ser congelada para su uso en el momento deseado.

#### 3. Trasplantes de donantes alternativos
Centros de trasplantes de Europa, Argentina y de Estados Unidos han realizado trasplantes de médula ósea usando donantes no emparentados. Hasta hace poco, los resultados eran muy decepcionantes, pero los nuevos métodos de trasplante y los nuevos fármacos de acondicionamiento están incrementando el éxito de estos trasplantes de manera significativa.
El trasplante de pacientes AF a partir de donantes no emparentados es significativamente más complicado que el trasplante a partir de donantes emparentados histocompatibles.
Los expertos no están siempre de acuerdo sobre el momento de hacer el trasplante. Deben ser considerados muchos factores, incluido el tipo de donante disponible, la progresión de la enfermedad del paciente, etc.